# Gambetto di donna accettato
Il gambetto di donna accettato è l'apertura del gioco degli scacchi caratterizzata dalle mosse:
1. d4 d5
2. c4 dxc4

La cattura da parte del Nero del pedone c può anche avvenire una o due mosse più tardi.
Il gambetto di donna non è un vero e proprio gambetto dal momento che a gioco corretto il Nero non può contare di mantenere il pedone di vantaggio. Ad esempio il Bianco può riprenderlo immediatamente giocando 3.Da4+ Cc6 4.e3, anche se questa linea non è molto giocata in quanto l'uscita prematura della donna non può essere considerata un tempo di sviluppo dell'apertura. Il Bianco solitamente provvede alla ricattura del pedone dopo aver naturalmente sviluppato i propri pezzi.

## Analisi
Con la mossa 2…dxc4 il Nero abbandona il centro, che il Bianco cercherà invece di occupare con più pezzi possibile per lanciare il proprio attacco. Il gioco del Nero non è però privo di iniziative. Infatti, se è vero che il Bianco controlla il centro, il Nero può minacciarlo attaccando i pedoni in vista del finale. Solitamente per fare ciò il Nero gioca …c5 e …cxd4 e se il Bianco risponde con exd4 ottiene un pedone isolato sulla colonna d. Tale posizione garantisce una posizione pari per entrambi i giocatori. Il Bianco può anche evitare di isolarsi il pedone, rompendo però la struttura del suo centro.
Il gambetto di donna accettato è una delle linee più giocate dopo 1. d4 d5 2. c4: è infatti la terza opzione più popolare dietro al gambetto di donna rifiutato (2…e6) e alla difesa slava (2…c6). Mentre in queste ultime varianti sono necessarie manovre lente e sottili per completare lo sviluppo, nel gambetto di donna accettato il ritmo della lotta è generalmente più sostenuto, le posizioni sono più aperte e anche una singola imprecisione può portare problemi a uno o all'altro colore. In generale il Bianco cercherà di guadagnare un vantaggio in termini di spazio e sviluppo, mentre il Nero difenderà la posizione e cercherà un controgioco nell'attacco sul lato di Donna.
In buona parte delle varianti il Nero deve contendere con molta attenzione ed energia il controllo delle case nere al suo avversario, specialmente le case d4 ed e5.

## Continuazioni
Dopo 1.d4 d5 2.c4 dxc4 il Bianco ha diverse continuazioni possibili:

### 3.Cf3
Viene considerata la variante principale. Da un punto di vista strategico il Bianco gioca sullo sviluppo dei pezzi impedendo al Nero di reagire al centro con 3…e5. Nella maggior parte delle varianti il Nero non è in grado di mantenere il pedone di vantaggio, a meno che il Bianco non glielo permetta rientrando in varianti di gambetto molto tattiche e complicate. Il gioco può proseguire con:
- 3…Cf6 4.e3 e6 5.Axc4 c5 (variante classica)
- 3…Cf6 4.e3 Ag4 (variante moderna)

### 3.e3
Una mossa apparentemente remissiva che contiene però una certa dose di veleno. Questa mossa prepara l'immediato recupero del pedone con l'alfiere e permette eventualmente al Bianco di rientrare nella prima linea della variante precedente posticipando lo sviluppo del cavallo di re. In questo modo il Bianco limita le possibili risposte del Nero nella variante principale. Come detto sopra il Nero non è in grado di tenere a tutti i costi il pedone (3…b5? 4.a4 c6 5.axb5 cxb5?? 6.Df3! vince un pezzo; se 4...Ad7 segue 5.axb5 Axb5 6.Axc4 e se 6...Axc4 segue 7.Da4+ e il Bianco sta meglio; su 4...Dd7 segue 5.axb5 Dxb5 6.Cd2 (o 6.Ca3 che attacca sia la regina che c4) e se 6...Ae6 segue 7.b3 ed il pedone inchiodato in c4 viene preso; su 4...Dd5 si può procedere con 5.axb5 come nella linea precedente, oppure con 5.Cc3; su 3...Ae6 può seguire la replica 4.Ca3, che impedisce 4...b5 ed attacca nuovamente c4; su 3...Dd5 può seguire 4.Da4+ e se 4...b5 segue 5.Cc3). Il gioco può proseguire con:
- 3…Cf6 4.Axc4 e6 5.Cf3 c5 rientrando nella variante di cui sopra
- 3…e5 4.Axc4 (4.dxe5 è pessima: dopo il cambio delle regine e Cc6 il Nero sta meglio) exd4 5.exd4 Ad6 dal momento che il Bianco non l'ha impedita il Nero ha reagito immediatamente al centro con la spinta tematica in e5. Questo porta in posizione in cui il Bianco ha una evidente debolezza posizionale (il pedone isolato in d4) compensata dal controllo del centro, dal vantaggio di spazio e dallo sviluppo. Se il Bianco saprà sfruttare questi elementi dinamici avrà un buon gioco, altrimenti alla lunga potrebbero prevalere gli elementi statici della posizione a vantaggio del Nero.

### 3.e4
Una variante classica riportata in scena, che punta all'occupazione immediata del centro. Il Nero in questa variante deve giocare con energia cercando di minare immediatamente il centro del Bianco, cosa che può essere fatta con la pronta spinta tematica 3…e5 con controgioco. Proprio a causa di questa spinta per lungo tempo tale variante è stata quasi dimenticata a favore della variante 3.Cf3.
Il gioco può proseguire con:
- 3…e5 4.Cf3 exd4 5.Axc4 Cc6 6.0-0 Ae6 7.Axe6 fxe6 8.Db3 Dd7 9.Dxb7 Tb8 10.Da6 con buone possibilità per entrambi.

## Codici ECO
- D20 1.d4 d5 2.c4 dxc4 
  - D21 1.d4 d5 2.c4 dxc4 3.Cf3
    - D22 1.d4 d5 2.c4 dxc4 3.Cf3 a6
    - D23 1.d4 d5 2.c4 dxc4 3.Cf3 Cf6
      - D24 1.d4 d5 2.c4 dxc4 3.Cf3 Cf6 4.Cc3
      - D25 1.d4 d5 2.c4 dxc4 3.Cf3 Cf6 4.e3
        - D26 1.d4 d5 2.c4 dxc4 3.Cf3 Cf6 4.e3 e6
          - D27 1.d4 d5 2.c4 dxc4 3.Cf3 Cf6 4.e3 e6 5.Axc4 c5 6.0-0 a6
            - D28 1.d4 d5 2.c4 dxc4 3.Cf3 Cf6 4.e3 e6 5.Axc4 c5 6.0-0 a6 7.De2
              - D29 1.d4 d5 2.c4 dxc4 3.Cf3 Cf6 4.e3 e6 5.Axc4 c5 6.0-0 a6 7.De2 b5